# Belice en los Juegos Olímpicos de Tokio 2020
Belice estuvo representado en los Juegos Olímpicos de Tokio 2020 por tres deportistas, dos hombres y una mujer, que compitieron en dos deportes.
Los portadores de la bandera en la ceremonia de apertura fueron los atletas Shaun Gill y Samantha Dirks. El equipo olímpico beliceño no obtuvo ninguna medalla en estos Juegos.